# Zijrivieren van het meer van Eupen
De Zijrivieren van het meer van Eupen zijn een Natura 2000-gebied in de Duitstalige Gemeenschap. Kenmerkend voor het gebied, dat deel uitmaakt van het oostelijke Hertogenwoud, zijn de oude beukenbossen en de hellingbossen in de valleien van riviertjes als de Ghete, de Diebach en de Vesder. Het gebied ligt in de provincie Luik, in de gemeenten Eupen en Raeren. Het Natura 2000-gebied is 508 hectare groot. Er komen acht Europees beschermde habitattypen voor en zeven Europees beschermde dier- en plantensoorten. Het bevat ook een klein gewestelijk beschermd natuurreservaat en een groot beschermd natuurpark. Slechts 3% van het gebied is privaat eigendom; 97% is eigendom van een lokale of gewestelijke overheid.

## Habitats
De habitats die het gebied kwalificeren voor Europese bescherming zijn divers. Bij de boshabitats gaat het om een relatief grote oppervlakte zuurminnende beukenbossen van het type veldbies-beukenbos. In de nattere gedeelten op de mineraalrijke kleibodems in de vallei maakt het beukenbos plaats voor berken-eikenbos. Op de wat rijkere groeiplaatsen wordt die plaats ingenomen door eikenbossen van het type eiken-haagbeukenbos. De kenmerkende waterhabitats zijn riviertjes met vegetaties van fijne waterranonkel en sterrenkroos. Daarnaast zijn nog twee zogenoemde prioritaire habitats op grond van de Habitatrichtlijn van belang: een klein areaal veenbos en twee gebiedjes met elzen-essenbos, riviertjes en bronnen.

## Soorten
De kwalificerende soorten voor Europese bescherming zijn bosvogelsoorten, aan water gebonden soorten en een vleermuissoort. Kenmerkende bossoorten zijn middelste bonte specht, zwarte specht en grijskopspecht. Dat alle drie spechtensoorten hier voorkomen duidt op de kwaliteit en de gevarieerdheid van het leefgebied. In en om het water leven de kamsalamander en Cottus gobio (een donderpad). Een Europees  beschermd zoogdier is de vale vleermuis. Daarnaast komen in het gebied twee plantensoorten voor van de Waalse Rode lijst: duizendknoopfonteinkruid en veenbies.